# Powiat Reutlingen
Powiat Reutlingen (niem. Landkreis Reutlingen) – powiat w Niemczech, w kraju związkowym Badenia-Wirtembergia, w rejencji Tybinga, w regionie Neckar-Alb. Stolicą powiatu jest miasto Reutlingen.

## Podział administracyjny
W skład powiatu Reutlingen wchodzi:
- siedem gmin miejskich (Stadt)
- 19 gmin wiejskich (Gemeinde)
- jeden obszar wolny administracyjnie (gemeindefreies Gebiet)
- pięć wspólnot administracyjnych (Vereinbarte Verwaltungsgemeinschaft)
- jeden związek gmin (Gemeindeverwaltungsverband)

Miasta:
| Lp. | Nazwa miasta   | Ludność (31.12.2010) | Powierzchnia km² |
| --- | -------------- | -------------------- | ---------------- |
| 1   | Bad Urach      | 12,317               | 55,50            |
| 2   | Hayingen       | 2.127                | 63,31            |
| 3   | Metzingen      | 22.035               | 34,61            |
| 4   | Münsingen      | 14.491               | 117,01           |
| 5   | Pfullingen     | 18.675               | 30,12            |
| 6   | Reutlingen     | 112.484              | 87,06            |
| 7   | Trochtelfingen | 6.446                | 79,14            |

Gminy wiejskie:
| Lp. | Nazwa gminy           | Ludność (31.12.2010) | Powierzchnia km² |
| --- | --------------------- | -------------------- | ---------------- |
| 1   | Dettingen an der Erms | 9.329                | 15,81            |
| 2   | Engstingen            | 5.306                | 31,51            |
| 3   | Eningen unter Achalm  | 11.016               | 23,16            |
| 4   | Gomadingen            | 2.193                | 45,85            |
| 5   | Grabenstetten         | 1.534                | 14,53            |
| 6   | Grafenberg            | 2.614                | 3,51             |
| 7   | Hohenstein            | 3.740                | 61,68            |
| 8   | Hülben                | 2.826                | 6,40             |
| 9   | Lichtenstein          | 8.950                | 34,24            |
| 10  | Mehrstetten           | 1.348                | 17,10            |
| 11  | Pfronstetten          | 1.540                | 54,10            |
| 12  | Pliezhausen           | 9.329                | 17,31            |
| 13  | Riederich             | 4.243                | 4,61             |
| 14  | Römerstein            | 3.911                | 46,05            |
| 15  | Sonnenbühl            | 7.045                | 61,35            |
| 16  | St. Johann            | 5.154                | 58,96            |
| 17  | Walddorfhäslach       | 4.849                | 14,44            |
| 18  | Wannweil              | 5.149                | 5,34             |
| 19  | Zwiefalten            | 2.067                | 45,43            |

Obszary wolne administracyjnie:
| Lp. | Nazwa obszaru wolnego administracyjnie | Ludność (31.12.2010) | Powierzchnia km² |
| --- | -------------------------------------- | -------------------- | ---------------- |
| 1   | Gutsbezirk Münsingen (Gutsbezirk)      | 160                  | 64,68            |

Wspólnoty administracyjne:
| Lp. | Nazwa wspólnoty administracyjnej | Ludność (31.12.2010) | Powierzchnia km² | Liczba gmin |
| --- | -------------------------------- | -------------------- | ---------------- | ----------- |
| 1   | Bad Urach                        | 20.588               | 122,48           | 4           |
| 2   | Engstingen                       | 9.046                | 93,19            | 2           |
| 3   | Metzingen                        | 28.892               | 42,73            | 3           |
| 4   | Münsingen                        | 18.032               | 179,00           | 3           |
| 5   | Pliezhausen                      | 14.178               | 31,75            | 2           |

Związki gmin:
| Lp. | Nazwa związku gmin  | Ludność (31.12.2010) | Powierzchnia km² | Liczba gmin |
| --- | ------------------- | -------------------- | ---------------- | ----------- |
| 1   | Zwiefalten-Hayingen | 5.734                | 162,84           | 3           |